# Olivier de Gourcuff
Olivier Pierre Charles de Gourcuff (pseudonym: Pierre de Kerlon), född den 26 oktober 1853 i Paris, död den 20 oktober 1938 i Yerres, var en fransk författare.
Gourcuff var sekreterare i Société des bibliophiles bretons, och redaktör för Revue de Bretagne. Han var verksam som dramatiker, litteraturhistoriker och textutgivare.